# Gerrit Bolhuis
Gerrit Bolhuis (Ámsterdam, 23 de junio de 1907-19 de noviembre de 1975) fue un escultor de los neerlandés.

## Biografía
Bolhuis fue educado en la Academia Estatal de Artes Visuales en Ámsterdam y en 1934 ganó el Premio de Roma. Durante su carrera hizo monumentos a la resistencia y a la liberación en Epe, Beverwijk y Ámsterdam. Fue alumno de Jan Bronner y enseñó a Incka Klinckhard y René van Seumeren.

## Obras
- escultura "Man met kalf" (hombre con carnero), 1955;  bronce; : Geestersingel, Alkmaar, Países Bajos
- De Gevallen Hoornblazer, Monumento a los caídos,  Eerste Weteringplantsoen , Ámsterdam

## Galería

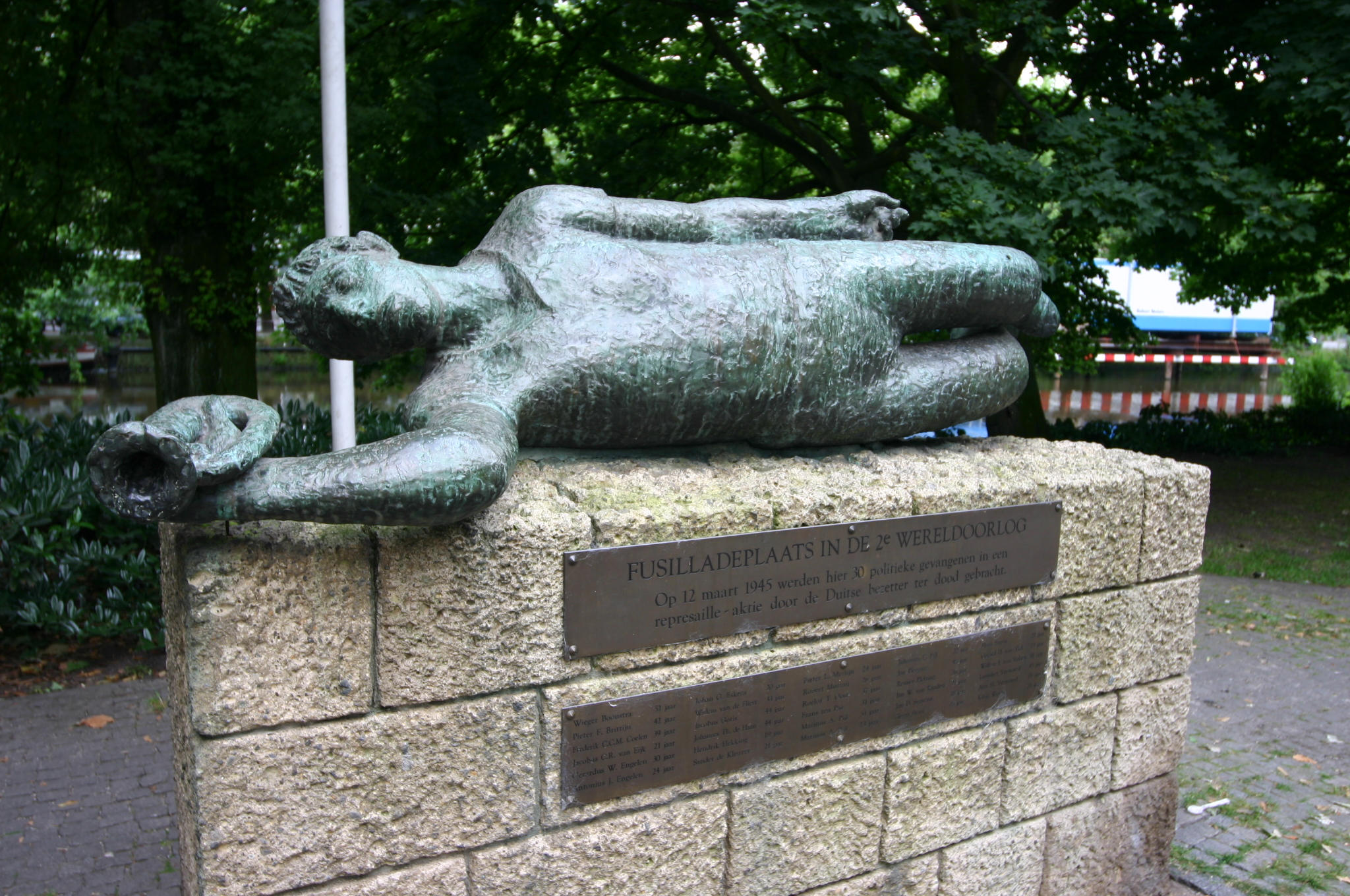
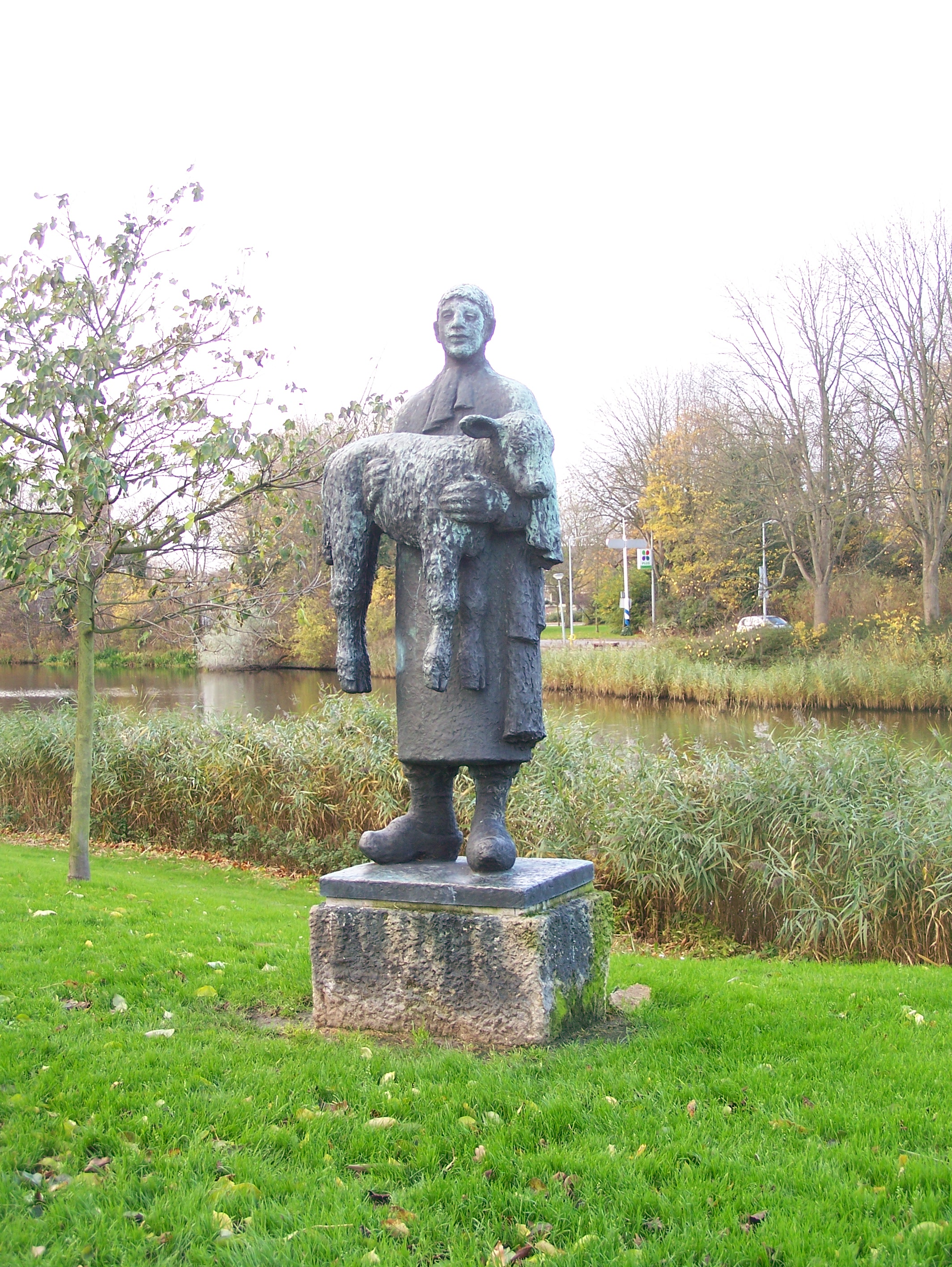
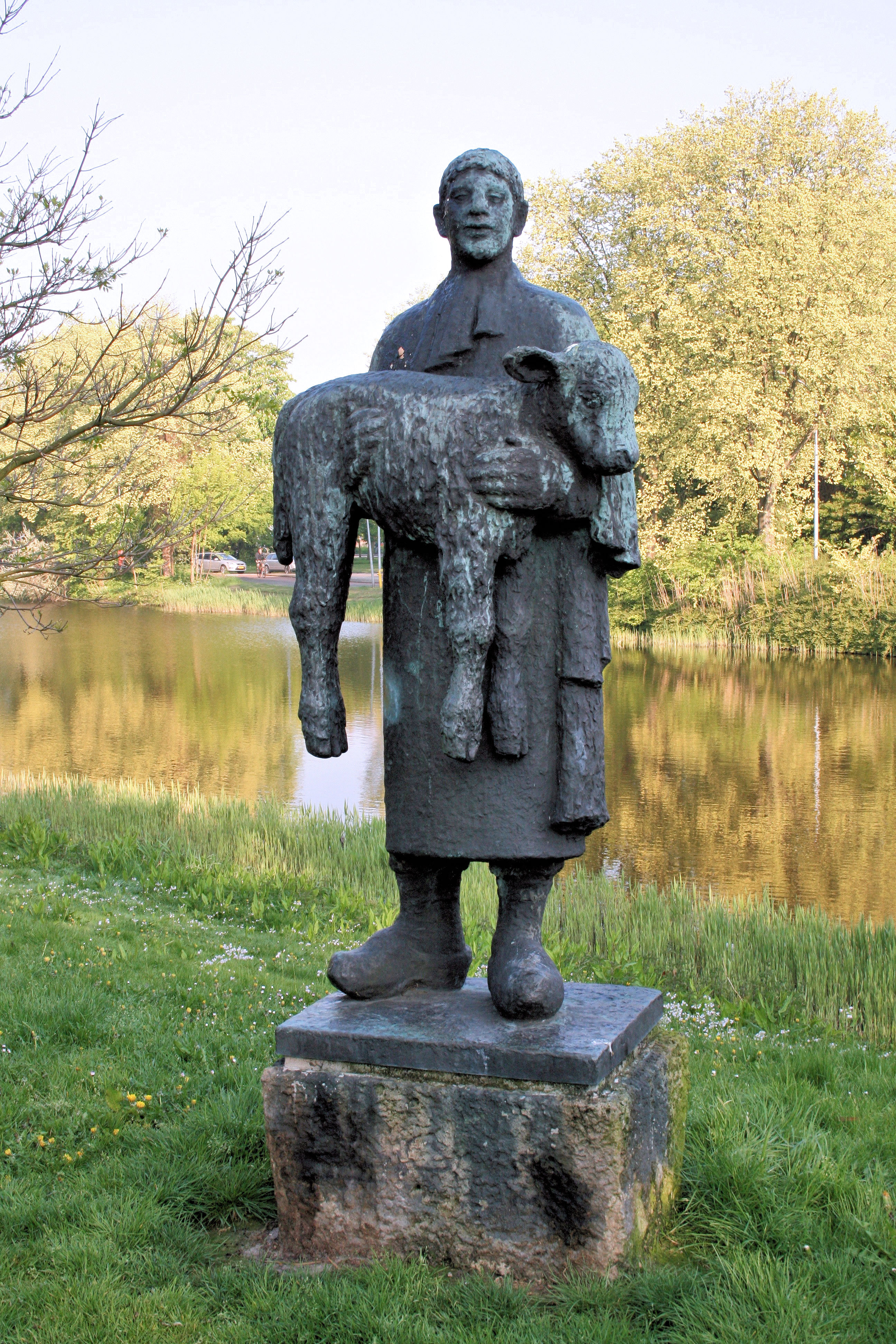